# 1719 în literatură
Anul 1719 în literatură a implicat o serie de evenimente și cărți noi semnificative.  